# Amazontärna
Amazontärna (Sternula superciliaris) är en sydamerikansk fågel i familjen måsfåglar inom ordningen vadarfåglar.

## Utseende
Amazontärnan är en mycket liten tärna med en kroppslängd på 23 centimeter. Den är mycket lik amerikansk småtärna (Sternula antillarum) med svart hätta, vit panna, gul näbb, kort stjärt och ljus ovansida. Arten är dock något större, mer långbent och har en kraftigare helgul näbb utan svart spets. Benen är gula i häckningsdräkt och blir sedan grönaktiga men aldrig svarta. Ungfågeln har gulaktig näbb med mörkare brun spets samt gråaktig hätta med svarta streck, att jämföra med liknande dräkt hos amerikansk småtärna med helsvart näbb och ett tydligt svartaktigt band på handleden.

## Utbredning och systematik
Fågeln förekommer i floder och sjöar i Sydamerika, nämligen från östra Colombia öster om Anderna söderut till nordöstra Peru och österut till Guyanaregionen, östra Brasilien och centrala delen av östra Argentina (Buenos Aires).

### Släktestillhörighet
Tärnorna i Sternula fördes tidigare till Sterna men DNA-studier visar att de är avlägset släkt, varför de numera urskiljs i ett eget släkte.

## Ekologi

### Levnadsmiljö
Arten hittas vid breda floder. Den häckar huvudsakligen på sandbankar eller på sjöstränder i blandade kolonier med amerikansk saxnäbb (Rynchops niger) och sydamerikansk flodtärna (Phaetusa simplex). Jämfört med den senare är amazontärnan mer begränsad till stora floder. Utanför häckningstid ses den utmed kusten och vid flodmynningar, men olikt amerikansk småtärna även i brackvattenslaguner och risfält. 

### Föda
Amazontärnan lever av småfisk (sju till 45 millimeter långa), insekter och räkor. Den födosöker genom att ryttla och sedan dyka från tre till åtta meters höjd i grunt vatten, vanligen nära strand.

### Häckning
Häckningsbiologin är i princip ostuderad. Den verkar häcka beroende på vattennivån i floden som frigör sandbankar. Kolonierna kan bestå av 20 par, men oftare tre till tio. Bona placeras ofta mer än 50 meter ifrån varandra. Däri lägger den två till tre ägg.

## Status och hot
Arten har ett stort utbredningsområde och en stor population med stabil utveckling. Utifrån dessa kriterier kategoriserar IUCN arten som livskraftig (LC).

## Namn
Fågeln har på svenska även kallats amazonsmåtärna.